# Mirja Räihä
Mirja Tuulikki Räihä, tidigare gift Tikkanen och Särkiniemi, född 15 maj 1959 i Kemi i Finland, är en svensk politiker (socialdemokrat). Hon är ordinarie riksdagsledamot sedan 2022, invald för Stockholms kommuns valkrets.
Hon har varit ledamot i Stockholms stads kommunfullmäktige, idrottsnämnd samt i Stiftelsen Stockholms läns Äldrecentrum. Hon var vikarierande skol- och kulturborgarråd respektive skolborgarråd i Stockholm 2004–2005 och var före dess ordförande i Kista stadsdelsnämnd. 2017–2018 var hon vikarierande arbetsmarknads-, kultur- och idrottsborgarråd.
Räihä är riksdagsledamot sedan valet 2022. I riksdagen är hon ledamot i konstitutionsutskottet sedan 2022 samt suppleant i finansutskottet, socialförsäkringsutskottet och Nordiska rådets svenska delegation.